# Dunstanburgh Castle

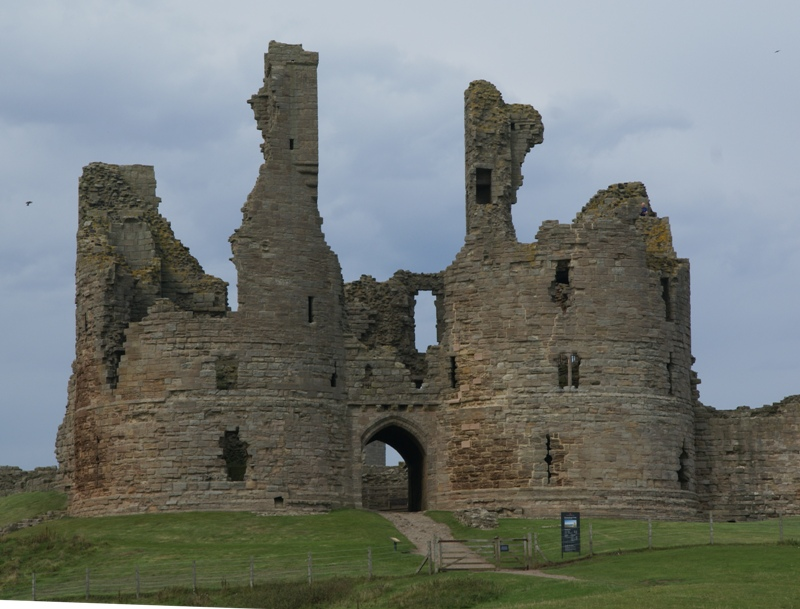
Het poortgebouw van Thomas van Lancaster.

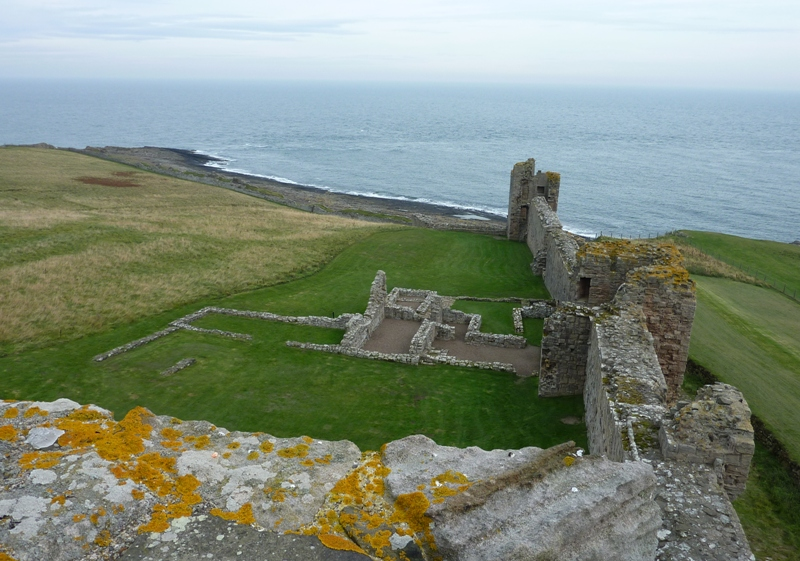
Kijkende naar het oosten vanuit het poortgebouw met vooraan de Constable's Tower en achteraan de Egyncleugh Tower.

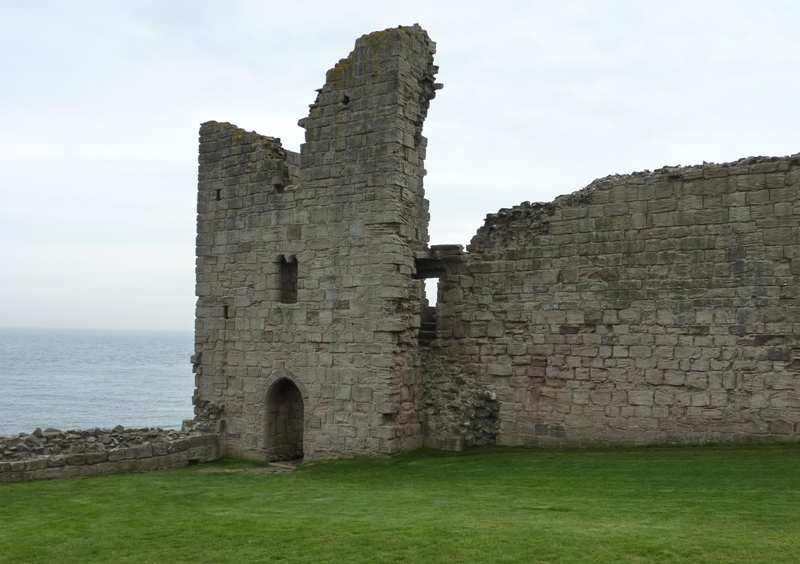
Egyncleugh Tower gezien vanaf de binnenplaats.

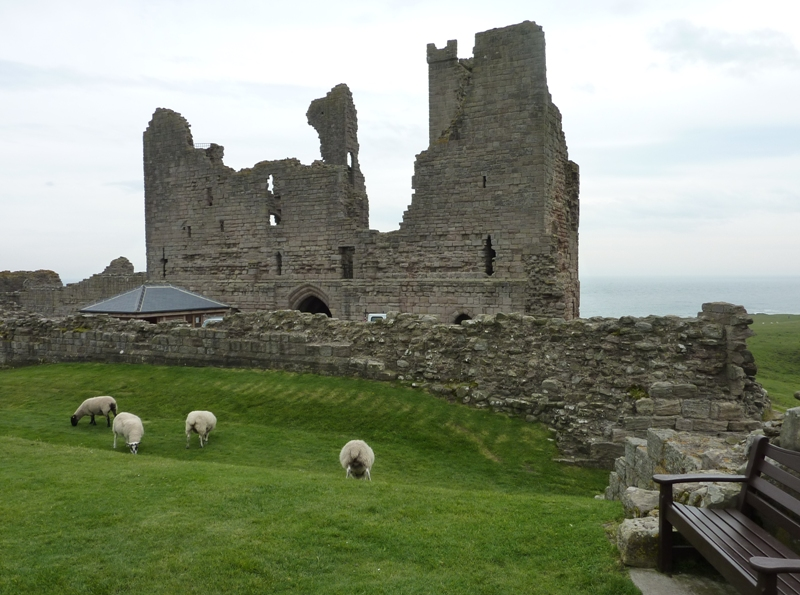
Het poortgebouw gezien vanaf de binnenplaats.

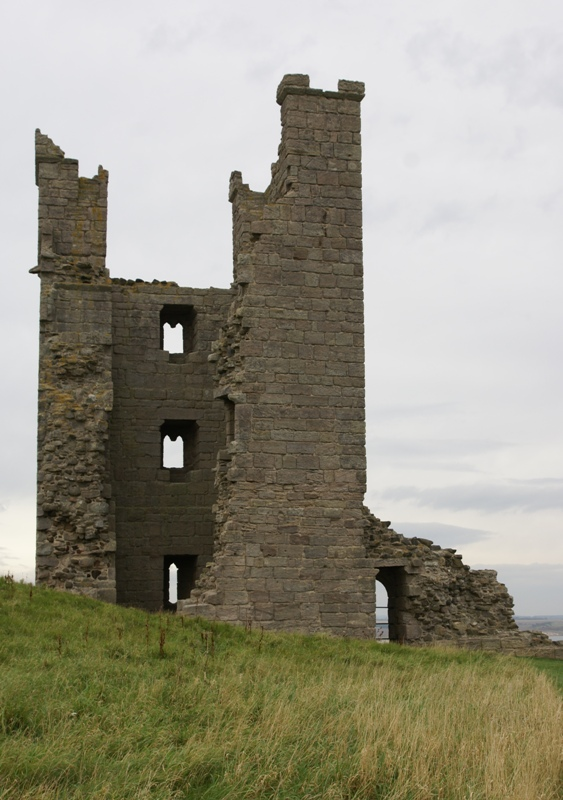
Lilburn Tower is de meest noordwestelijke toren.

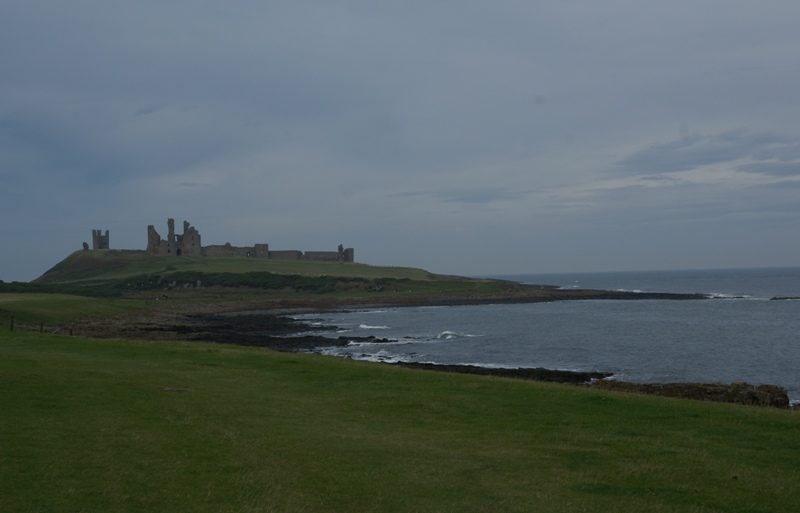
Dunstanburgh Castle vanuit het zuiden.

Dunstanburgh Castle is (de ruïne van) een veertiende-eeuws kasteel, ruim drie kilometer ten oosten van Embleton gelegen, in de Engelse regio Northumberland.

## Geschiedenis
Aan de bouw van Dunstanburgh Castle werd in 1313 begonnen door Thomas, graaf van Lancaster. Hij was de neef van Eduard II van Engeland en een van diens machtigste baronnen. Het kasteel werd gebouwd als machtsvertoon tegenover de koning en diens nabijgelegen versterking Bamburgh Castle. Vooral het poortgebouw was bedoeld om indruk te maken en om de kastelen die door Eduard I in Wales waren gebouwd te evenaren of voorbij te streven. In 1315 ontving hij van de koning goedkeuring om zijn kasteel van kantelen te voorzien. In maart 1319 was het kasteel gereed en werd Robert de Binchester aangesteld als constable, beheerder.
In maart 1322 mislukte een opstand tegen Eduard II geleid door de graaf van Lancaster. De opstandelingen beraadden zich in Pontefract in West Yorkshire en besloten dat zij zich moesten terugtrekken in Dunstanburgh Castle. De graaf van Lancaster was in eerste instantie hiertegen, aangezien hierdoor de indruk zou kunnen ontstaan dat hij samenzwoer met Robert the Bruce van Schotland (wat trouwens inderdaad het geval was). Op 16 maart werd het opstandelingenleger, onderweg naar Dunstanburgh Castle, onderschept door een koninklijk leger bij Boroughbridge in North Yorkshire en verslagen. De graaf van Lancaster werd gevangengenomen en onthoofd in Pontefract. Dunstanburgh Castle werd vervolgens koninklijk eigendom.
Twee dagen na de executie van de graaf werd de koopman Richard de Emeldon aangesteld als beheerder van het kasteel. Hij had de beschikking over 40 voetsoldaten en 40 lichte cavaleristen.
In 1323 kwam de Lilburn Tower gereed, ten tijde van het beheer door constable John de Lilburn.
In april 1326 kwam het kasteel in handen van Henry, de jongere broer van de terechtgestelde Thomas van Lancaster, die diens titels en landgoederen had verworven.
In de jaren tachtig van de veertiende eeuw verkreeg Jan van Gent (John of Gaunt) (1340-1399), hertog van Lancaster, derde zoon van Eduard III, Dunstanburgh Castle door zijn huwelijk met de kleindochter van Henry, graaf van Lancaster. Hij versterkte Dunstanburgh Castle met een nieuw poortgebouw, westelijk van het oude poortgebouw. Het oude poortgebouw zelf veranderde hij in woonverblijven.
In 1399 claimde de zoon van Jan van Gent de Engelse troon en regeerde onder de naam Henry IV. Dunstanburgh Castle werd hiermee een koninklijk kasteel.
In de jaren zestig van de vijftiende eeuw tijdens de Rozenoorlogen, de strijd om het koningschap tussen het Huis Lancaster en het Huis York, werd Dunstanburgh Castle tweemaal belegerd. In juni 1464 kwam het kasteel definitief in handen van de York-aanhangers. Daarna heeft het kasteel geen militaire betekenis meer gehad. In 1604 verkocht de Engelse kroon het kasteel aan de familie Grey. De grond binnen het kasteel werd gebruikt voor landbouw. In 1929 kwam het kasteel in staatsbeheer.

## Bouw
Dunstanburgh Castle is gelegen op een kaap die aan de noord- en oostzijde grenst aan de Noordzee. De "zuidelijke" ommuring van het kasteel loopt noordoost-zuidwest. Aan deze zijde van het kasteel bevinden zich van oost naar west de Egyncleugh Tower, de Constable's Tower en het poortgebouw van Thomas van Lancaster. Het westelijke deel van de ommuring begint bij dit poortgebouw en loopt in een flauwe boog naar het noorden. Aan deze zijde van het kasteel liggen van zuid naar noord het poortgebouw van Jan van Gent, Huggam's House en Lilburn Tower. De oostelijke ommuring van het kasteel kent geen verdere bebouwing. Aan de noordzijde beschermen de klippen het kasteel; er is daar geen ommuring.
Ten westen van het kasteel ligt een klein meer genaamd het North mere. Via een gracht is dit meer verbonden met de zuidoostelijker liggende meertjes genaamd West mere en het South mere. Hiermee wordt het kasteel niet alleen aan de zeezijde maar ook aan de landzijde (zowel west als zuid) beschermd door water. Aan de kasteelzijde zijn naast de meertjes aardwerken opgeworpen met drie poorten, een noord-, een west- en een zuidpoort.
De Egyncleugh Tower is genoemd naar het nabijgelegen Adelaars ravijn. De toren bestond uit een kleine poort en woonruimtes op de eerste verdieping. Voor de toren bevond zich een droge gracht, uitgehakt in de rotsen die oorspronkelijk werd overspannen met een hangbrug.
De Constable's Tower bestaat uit een toren met verdere uitbouw richting de binnenplaats. Deze uitbouw was geen onderdeel van het originele ontwerp, maar bestond in ieder geval al in 1351. De toren diende als residentie van de beheerder van het kasteel.
Het poortgebouw van Thomas van Lancaster bestond uit een poort met een toren aan beide zijden van 24 meter hoog. Dit soort torens waren meestal drie verdiepingen hoog, maar in het geval van Dunstanburgh Castle bestonden ze op een tweetal plekken uit vijf verdiepingen. Dit waren twee extra torens die gebouwd waren aan de poortzijde op de grote torens.
Voor het poortgebouw bevond zich een barbacane; van dit verdedigingswerk restten slechts de fundamenten. De poort zelf bestond uit een gewelfde gang met aan beide zijden een ijzeren hekwerk. In de doorgang bevonden zich aan beide kanten een toegang tot een ruimte voor de poortwachters. Een van deze twee toegangen werd eind veertiende eeuw geblokkeerd. Op de begane grond en de eerste verdieping was er ruimte voor de soldaten van het garnizoen. Op de tweede verdieping woonden de heer en vrouwe van het kasteel.
Het poortgebouw van Jan van Gent werd gebouwd vanaf 1383 en kwam in de plaats van een kleine poort en toren die zich op de plek bevond waar de zuidmuur ombuigt naar de westelijke muur. Het poortgebouw bestond uit twee of drie verdiepingen. Voor het poortgebouw bevonden zich twee barbacanes gescheiden door een hangbrug.
Een deel van de binnenplaats tussen het nieuwe en oude poortgebouw was afgeschermd door een muur om de heer en vrouwe van het kasteel meer privacy te geven. Deze muur, de mantlet, werd met de bouw van het nieuwe poortgebouw aangepast. Zo werd er op de hoek van deze binnenmuur een kleine hoektoren gebouwd.
Huggam's House is de naam die om onbekende redenen is gegeven aan de resten van een kleine toren in de westelijke muur.
De Lilburn Tower was vermoedelijk bedoeld om een belangrijke figuur te huisvesten, net als de Egyncleugh Tower, gezien de ramen en de zitjes bij deze ramen op de eerste verdieping.

## Beheer
Dunstanburgh Castle wordt beheerd door English Heritage. Het kasteel kan enkel te voet worden benaderd vanuit Craster, een afstand van twee kilometer.